# DDR-Oberliga 1985-1986
L'edizione 1985-86 della DDR-Oberliga è stato il trentanovesimo campionato calcistico di massimo livello in Germania Est.

## Avvenimenti

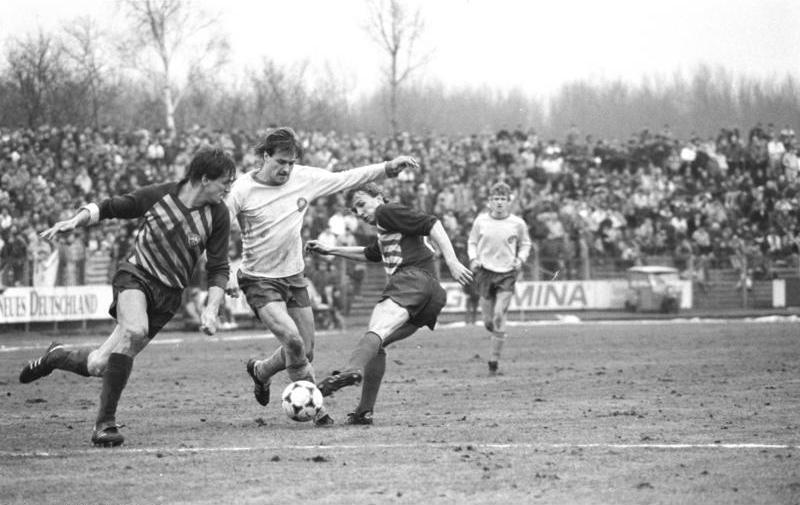
Una fase di gioco del controverso incontro tra Lokomotive Lipsia e Dinamo Berlino del 22 marzo 1986, il cui risultato (1-1 con la Dinamo Berlino che segnò un rigore concesso a tempo già scaduto) risulterà determinante per il verdetto finale del campionato.

L'avvio del campionato, iniziato il 17 agosto 1985, fu appannaggio della Dinamo Dresda, la quale si trovò sin dalla seconda giornata in testa alla classifica con la Dinamo Berlino ad inseguire. La capolista, dopo sei vittorie consecutive, iniziò a calare gradualmente nelle giornate successive fino a cedere il testimone, a partire dalla nona giornata, alla Dinamo Berlino, la quale concluse il girone di andata a +2 sui rivali.
Il girone di ritorno vide la Dinamo Berlino restare saldamente in testa nonostante l'emergere di nuove inseguitrici come il Carl Zeiss Jena e il Lokomotive Lipsia, sostituitesi ad una Dinamo Dresda in calo. Le due inseguitrici riuscirono ad arrivare alla penultima giornata con due punti di distacco dalla Dinamo Berlino, la quale riuscì, sconfiggendo all'ultima giornata uno Stahl Riesa già salvo, ad aggiudicarsi l'ottavo titolo nazionale consecutivo, con due punti di vantaggio in classifica sul Lokomotive Lipsia. Risultò quindi decisivo per questo risultato il pareggio nello scontro diretto tra le due squadre (giocato il 22 marzo 1986), ottenuto dopo che la Dinamo Berlino era riuscita a pareggiare il gol di Olaf Marschall con un calcio di rigore ottenuto a tempo di recupero abbondantemente scaduto. Tale episodio (definito dalla stampa il rigore della vergogna di Lipsia) provocò proteste e malcontento da parte di tutti i tifosi della nazione, che portarono però solo alla condanna dell'arbitro.
In zona UEFA la vittoria del Lokomotive Lipsia in coppa nazionale lasciò libero un posto, occupato dallo Stahl Brandeburgo. La lotta per non retrocedere vide condannato con una giornata di anticipo l'Hansa Rostock, che seguì in Liga un Sachsenring Zwickau da tempo fuori dai giochi.

## Classifica finale
|  |     | DDR-Oberliga 1985-86 | Pt | G  | V  | N  | P  | GF | GS | DR  |
|  | --- | -------------------- | -- | -- | -- | -- | -- | -- | -- | --- |
|  | 1.  | BFC Dynamo           | 34 | 26 | 12 | 10 | 4  | 46 | 31 | +15 |
|  | 2.  | Lokomotive Lipsia    | 32 | 26 | 12 | 8  | 6  | 33 | 22 | +11 |
|  | 3.  | Carl Zeiss Jena      | 31 | 26 | 9  | 13 | 4  | 31 | 21 | +10 |
|  | 4.  | Magdeburgo           | 29 | 26 | 9  | 11 | 6  | 39 | 33 | +6  |
|  | 5.  | Stahl Brandeburgo    | 29 | 26 | 10 | 9  | 7  | 27 | 23 | +4  |
|  | 6.  | Dinamo Dresda        | 28 | 26 | 10 | 8  | 8  | 40 | 39 | +1  |
|  | 7.  | Union Berlino        | 27 | 26 | 9  | 9  | 8  | 32 | 31 | +1  |
|  | 8.  | Karl-Marx-Stadt      | 26 | 26 | 9  | 8  | 9  | 33 | 32 | +1  |
|  | 9.  | Vorwärts Francoforte | 25 | 26 | 8  | 9  | 9  | 37 | 35 | +2  |
|  | 10. | Rot-Weiß Erfurt      | 24 | 26 | 6  | 12 | 8  | 41 | 34 | +7  |
|  | 11. | Wismut Aue           | 24 | 26 | 7  | 10 | 9  | 31 | 40 | -9  |
|  | 12. | Stahl Riesa          | 22 | 26 | 7  | 8  | 11 | 27 | 36 | -9  |
|  | 13. | Hansa Rostock        | 20 | 26 | 7  | 6  | 13 | 31 | 46 | -15 |
|  | 14. | Sachsenring Zwickau  | 13 | 26 | 2  | 9  | 15 | 27 | 56 | -29 |

### Verdetti
- Dynamo Berlino campione della Germania Est 1985-86. Qualificato in Coppa dei Campioni 1986-87.
- Lokomotive Lipsia qualificata in Coppa delle Coppe 1986-87
- Carl Zeiss Jena, Magdeburgo e Stahl Brandeburgo qualificate in Coppa UEFA 1986-87
- Hansa Rostock e Sachsenring Zwickau retrocesse in DDR-Liga.

## Record

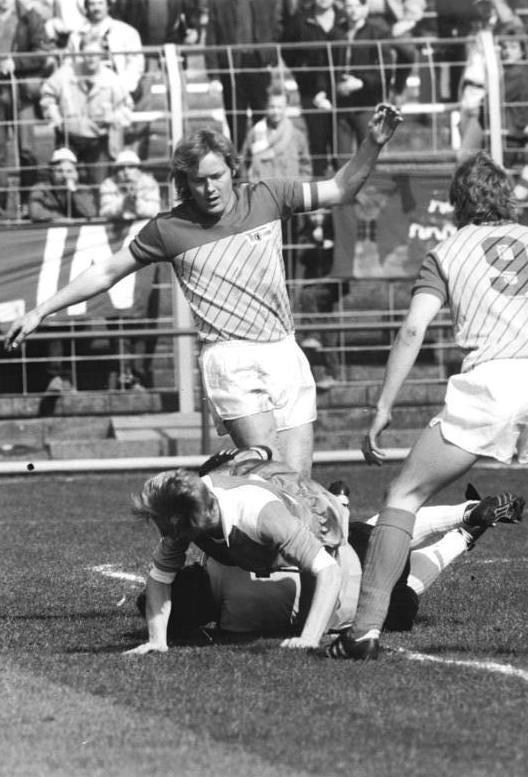
Ralf Sträßer, capocannoniere del torneo con 14 reti

### Capoliste solitarie
- 2ª-7ª giornata:  Dinamo Dresda
- 9ª-26ª giornata:  BFC Dynamo

### Club
- Maggior numero di vittorie:  BFC Dynamo e  Lokomotive Lipsia (12)
- Minor numero di sconfitte:   BFC Dynamo e  Carl Zeiss Jena (4)
- Migliore attacco:  BFC Dynamo (46 reti fatte)
- Miglior difesa:  Carl Zeiss Jena (21 reti subite)
- Miglior differenza reti:  BFC Dynamo (+15)
- Maggior numero di pareggi:  Carl Zeiss Jena (13)
- Minor numero di pareggi:  Hansa Rostock (6)
- Maggior numero di sconfitte:  Sachsenring Zwickau (15)
- Minor numero di vittorie:  Sachsenring Zwickau (2)
- Peggior attacco:  Stahl Brandeburgo,  Stahl Riesa e  Sachsenring Zwickau (27 reti fatte)
- Peggior difesa:  Sachsenring Zwickau (56 reti subite)
- Peggior differenza reti:  Sachsenring Zwickau (-29)

### Classifica cannonieri
|  | Gol | Marcatore     | Squadra              |
|  | --- | ------------- | -------------------- |
|  | 14  | Ralf Sträßer  | Union Berlino        |
|  | 12  | Jürgen Raab   | Carl Zeiss Jena      |
|  | 11  | Lutz Schnürer | Vorwärts Francoforte |
|  | 11  | Frank Pastor  | BFC Dynamo           |
|  | 10  | Harald Mothes | Wismut Aue           |
|  | 10  | Andreas Thom  | BFC Dynamo           |